# Opacz Mała
Opacz Mała (prononciation : [ˈɔpat͡ʂ ˈmawa]) est un village polonais de la gmina de Michałowice dans le powiat de Pruszków de la voïvodie de Mazovie dans le centre-est de la Pologne.

## Histoire
De 1975 à 1998, le village appartenait administrativement à la voïvodie de Varsovie.